# Sene District
Der Sene District ist ein Distrikt in Ghana. Er ist im Zentrum Ghanas in der Bono East Region gelegen und grenzt an die Distrikte Pru und Atebubu-Amantin in der Bono East Region, im Südwesten an Sekyere East und Sekyere West in der Ashanti Region, im Süden an den Afram Plain District in der Eastern Region, im Osten an die Oti Region sowie im Norden an den East Gonja District in der Savannah Region. Chief Exekutiv über den 6657 km² großen Distrikt mit 81.468 Einwohnern ist Cynthia Titiriku Danso in der Distrikthauptstadt Kwame Danso.
Der Sene District wurde erst per Präsidialdekret im Jahr 1988 durch Aufteilung des ehemaligen Distriktes Atebubu gegründet. Der so entstandene kleinere District Atebubu wurde im Jahr 2004 erneut in die Distrikte Pru und Atebubu-Amantin geteilt. Der Sene District ist seit 1988 unverändert geblieben.

## Wahlkreise
Im Distrikt Sene ist ein gleichnamiger Wahlkreis eingerichtet worden. Hier errang Felix Twumasi-Appiah für die Partei National Democratic Congress (NDC) bei den Parlamentswahlen 2004 den Sitz im ghanaischen Parlament. 

## Wichtige Ortschaften
| - Kwame Danso - Lemu Intrubuso - Bantama - Nyankontreh - Kajaji - Okyeamekrom - Kirenkuase | - Premuase - Bodinka - Bassa - Lassi - Hausakope - Wiase - Drobe | - Chiripo - Mframa - Tato Battor - Kojokrom - Akyeremade - Mawoekpor Kope |